# 東日本大震災復興緊急保証制度
東日本大震災復興緊急保証制度（ひがしにほんだいしんさいふっこうきんきゅうほしょうせいど）は、2011年（平成23年）3月11日に発生した東日本大震災に対処するため、「東日本大震災に対処するための特別の財政援助及び助成に関する法律（平成23年5月2日法律第40号）」第128条の規定により、東日本大震災により著しい被害を受けた中小企業者に係る経営の安定に必要な資金について特別の助成に関する措置を講じることを目的とする保証制度である。
平成23年度第1次補正予算案が閣議決定となったことを踏まえ、中小企業庁において中小企業等の資金繰り支援策を大幅に拡充するために創設され、2011年（平成23年）5月23日から運用を開始した。
事業規模は10兆円程度、予算額は5,100億円。略称は「震災緊急（しんさいきんきゅう）」。